# وینستون (فلوریدا)
وینستون (به انگلیسی: Winston) یک منطقهٔ مسکونی در ایالات متحده آمریکا است که در شهرستان پولک، فلوریدا واقع شده‌است. وینستون ۱۴٫۱ کیلومتر مربع مساحت و ۹٬۰۲۴ نفر جمعیت دارد و ۴۲ متر بالاتر از سطح دریا قرار دارد.